# RAMA (videogioco)
RAMA è un'avventura grafica in prima persona sviluppata e pubblicata dalla Sierra Entertainment nel 1996. Il videogioco è basato sui romanzi di Arthur C. Clarke Incontro con Rama e Rama II. RAMA è stato prodotto per sistemi MS-DOS e Microsoft Windows 95. Questo è il secondo videogioco basato sui libri dopo l'avventura testuale Rendezvous with Rama sviluppata nel 1984 dalla Tellurium per Apple II e Commodore 64 e MSX. È stato realizzato con veri attori tra cui lo stesso Arthur C. Clarke nel ruolo di se stesso. È arrivato in Italia completamente tradotto e doppiato.

## Trama
Una gigantesca astronave di nome Rama entra nel sistema solare, un gruppo di scienziati è stato inviato per studiarla e per capire qual è lo scopo del suo viaggio. Sfortunatamente il capitano della spedizione, il dottor Valeriy Borzov, muore nel corso della spedizione e le autorità decidono di richiamare un altro scienziato (il giocatore) per reintegrare la squadra. Il nuovo arrivato dovrà girare per l'astronave e cercare di carpirne i segreti insieme al collega David Brown, divenuto nel frattempo capitano della spedizione.

## Interfaccia
Essendo un gioco tipo-Myst, il giocatore interpreta un personaggio dai tratti non definiti, un astronauta assegnato a rimpiazzare l'astronauta Valeriy Borzov. L'avanzamento procede a schermate fisse con sistema punta e clicca, il gioco utilizza spesso wristcomp, un dispositivo utilizzato per comunicare con gli altri personaggi e per trasferire il giocatore tra le varie ambientazioni. Il giocatore è in possesso di Puck, un piccolo ologramma che commenta e descrive gli oggetti o gli eventi che il giocatore incontra.